# 聖地巡禮

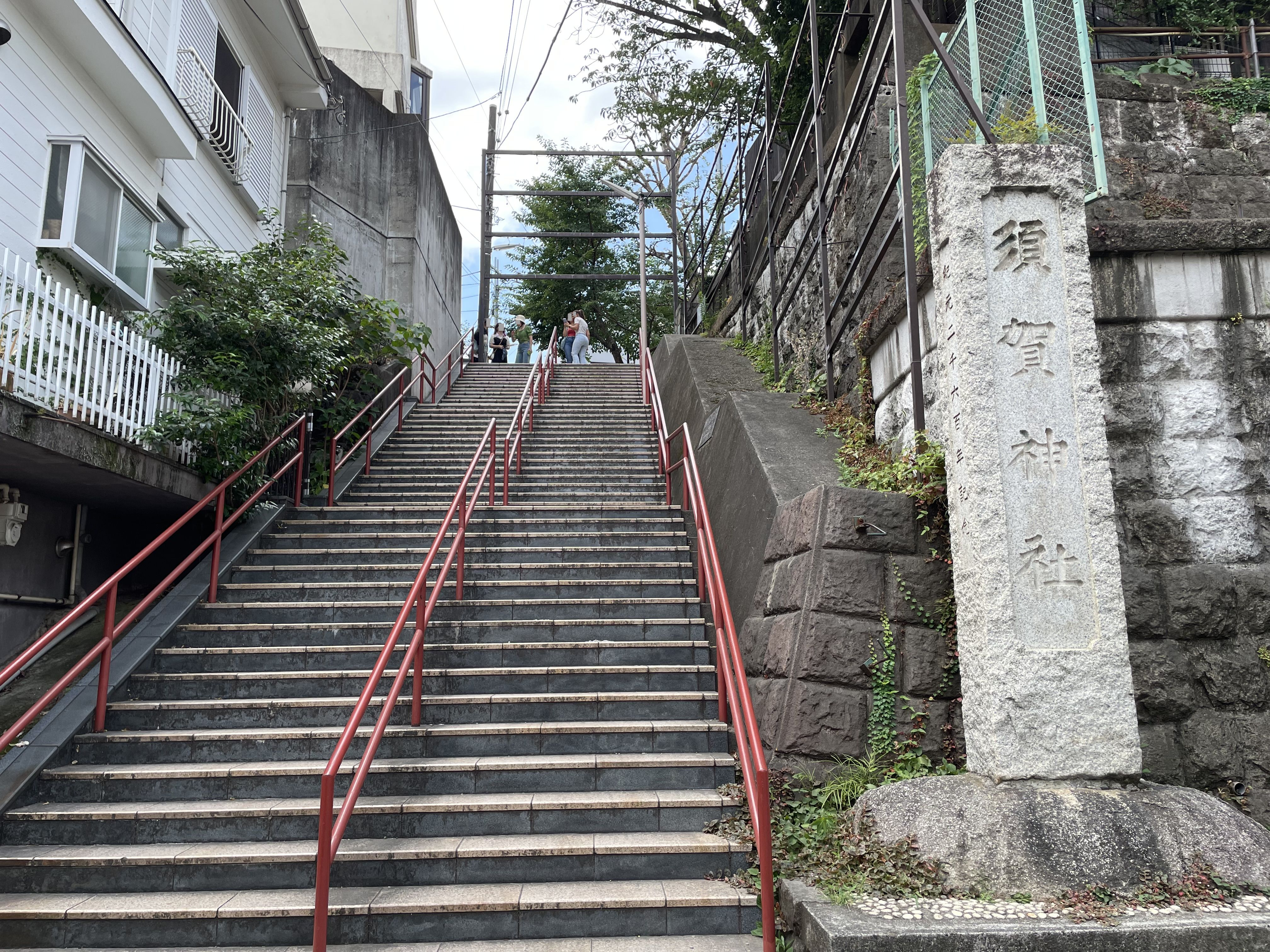
日本東京新宿須賀神社的紅色階梯，是動畫電影《你的名字。》的取景地，也是聖地巡禮的目的地之一。

聖地巡禮（日语：／ seichi junrei）是日本流行語及網路俚語，指文學作品、電視劇、電影、漫畫或動畫等流行文化作品的愛好者，造訪虛構作品在現實世界中的取材或拍攝地、原型、靈感來源之地等。「巡禮」一詞在日語中意為朝聖，即宗教上尋覓靈性意義的過程，因此常加上前綴「聖地」以區分這種世俗性粉絲行為與具有宗教意涵的日本佛教或神道教的「巡禮」。
被稱為「聖地」的地點，除包括上述作為故事背景、原型、靈感來源的場所外，也可能作為角色命名靈感的來源，或僅因與某角色或作品同名而受到關注。對於各類粉絲而言，一些具有特殊記憶的地點（例如體育場）有時也被比喻性地稱為「聖地」。此外，針對流行文化作品中出現之地點進行的旅遊，也常被稱為「內容旅遊」。參與此類活動的愛好者則被稱為「巡禮者」。與聖地巡禮密切相關或同義的其他術語，還包括「取景地巡禮」與「舞台探訪」；其中，「舞台探訪」更強調做法，通常指粉絲將所拍攝的照片與相關作品中呈現之攝影角度疊加對照。
日本內閣府指出，以日本為起源並以日本為背景的動畫與漫畫作品，作為推銷日本文化軟實力的「酷日本」內容，在日本以外已獲得眾多粉絲。日本外務省、地方商會、業界協會及民間團體等皆運用聖地巡禮等概念，積極推動此現象，以期增加赴日觀光人數，吸引前往聖地所在地周邊傳統區域觀光資源的遊客，並促進地方消費支出。

## 歷史

### 早期

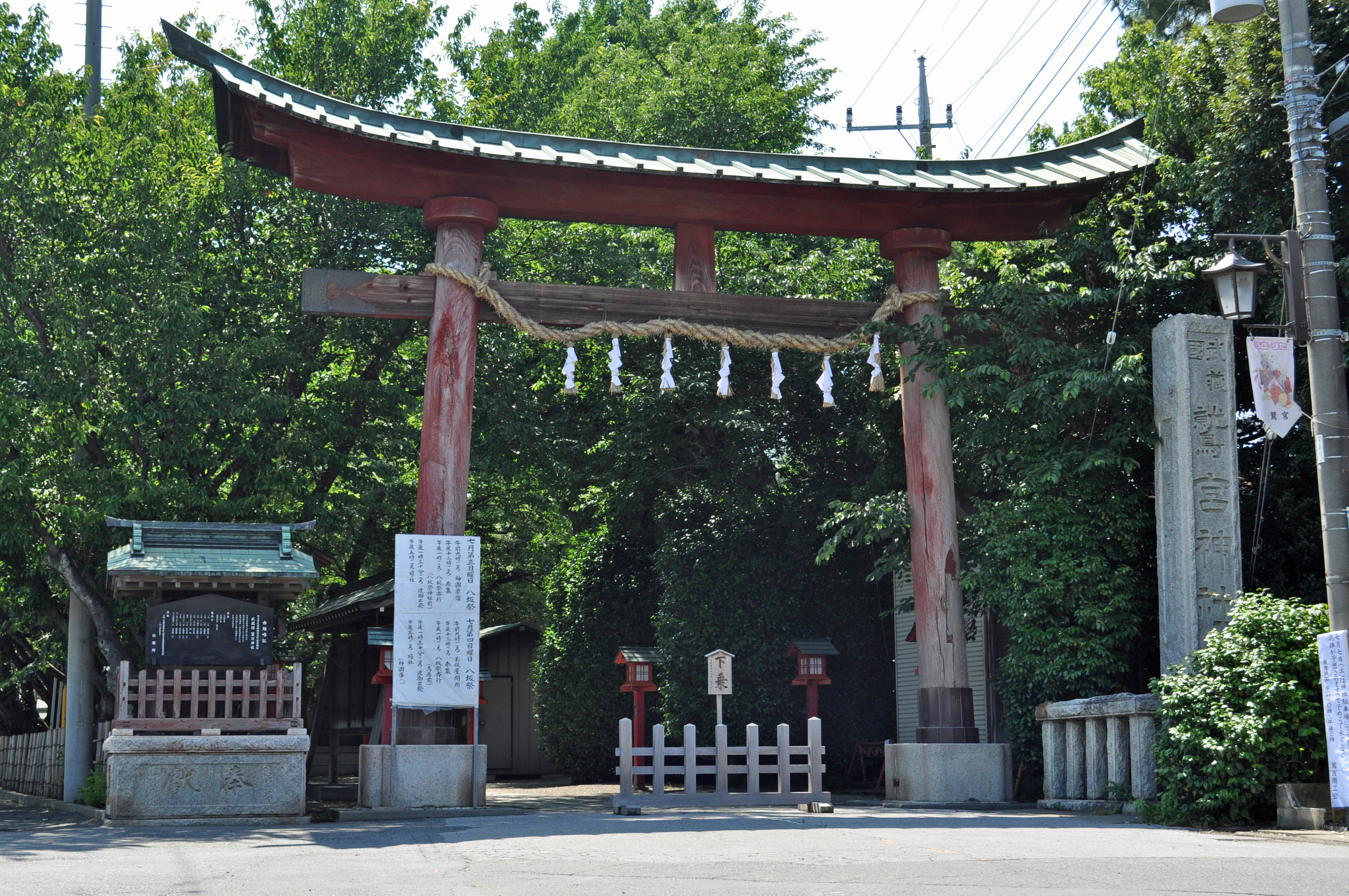
位于日本埼玉县久喜市的鹫宫神社，是日本漫画《幸运☆星》中“鹰宫神社”的原型，被爱好者视为“圣地”。

以動畫為題材的聖地巡禮最早可以追溯到1974年播映的電視動畫，動畫設定在瑞士的阿爾卑斯山及邁恩費爾德鎮。NHK電視動畫系列《世界名作劇場》的許多作品亦激發出境外旅遊熱潮，包括及。此外，在漫畫作品中，梶原一騎創作的以及高橋留美子的和《相聚一刻》亦引發日本國內早期的聖地巡禮現象。
1991年的OVA《究極超人あ〜る》常被認為是動畫聖地巡禮的先驅，其並未隱藏地點及其他具體場所的名稱，而是藉由後設作品的手法將其融入敘事之中，吸引粉絲前往作品原型地點。《天地無用！》系列則直接將虛構地點與其名稱來源地相連結，讓該地成為了粉絲認定的「聖地」，激發旅遊熱潮。另一方面，《美少女戰士》系列並未直接鼓勵粉絲尋找並參訪相關地點，卻也引發了聖地巡禮。電視動畫作品引發聖地巡禮的早期例子還包括2002年的以及2007年的《幸運☆星》。
最初「聖地巡禮」並為作為此類現象的正式名稱，直到2000年代中期才被大量使用，並在2000年代末成為學術研究的對象。緊隨《幸運☆星》之後激發聖地巡禮熱潮的動畫，往往採用以下技法：在實地勘景時拍攝實際風景與建築照片，並作為動畫背景美術的參考；或利用影像處理軟體調整圖片色階、描摹輪廓及添加網點，以製作漫畫分格中的背景，如淺野一二〇的作品。2000年代及2010年代的幾部視覺小說亦採用將實景照片經過濾鏡處理後作為背景美術，或以實際照片為藍本進行繪製。雖然針對原作故事發生地的尋訪在動畫改編過程中早有先例，但電視動畫《涼宮春日的憂鬱》進一步激發了聖地巡禮的熱潮，而輕小說作家谷川流的母校兵庫縣西宮北高等學校也因此成為著名的聖地巡禮目的地。

### 現狀

#### 日本

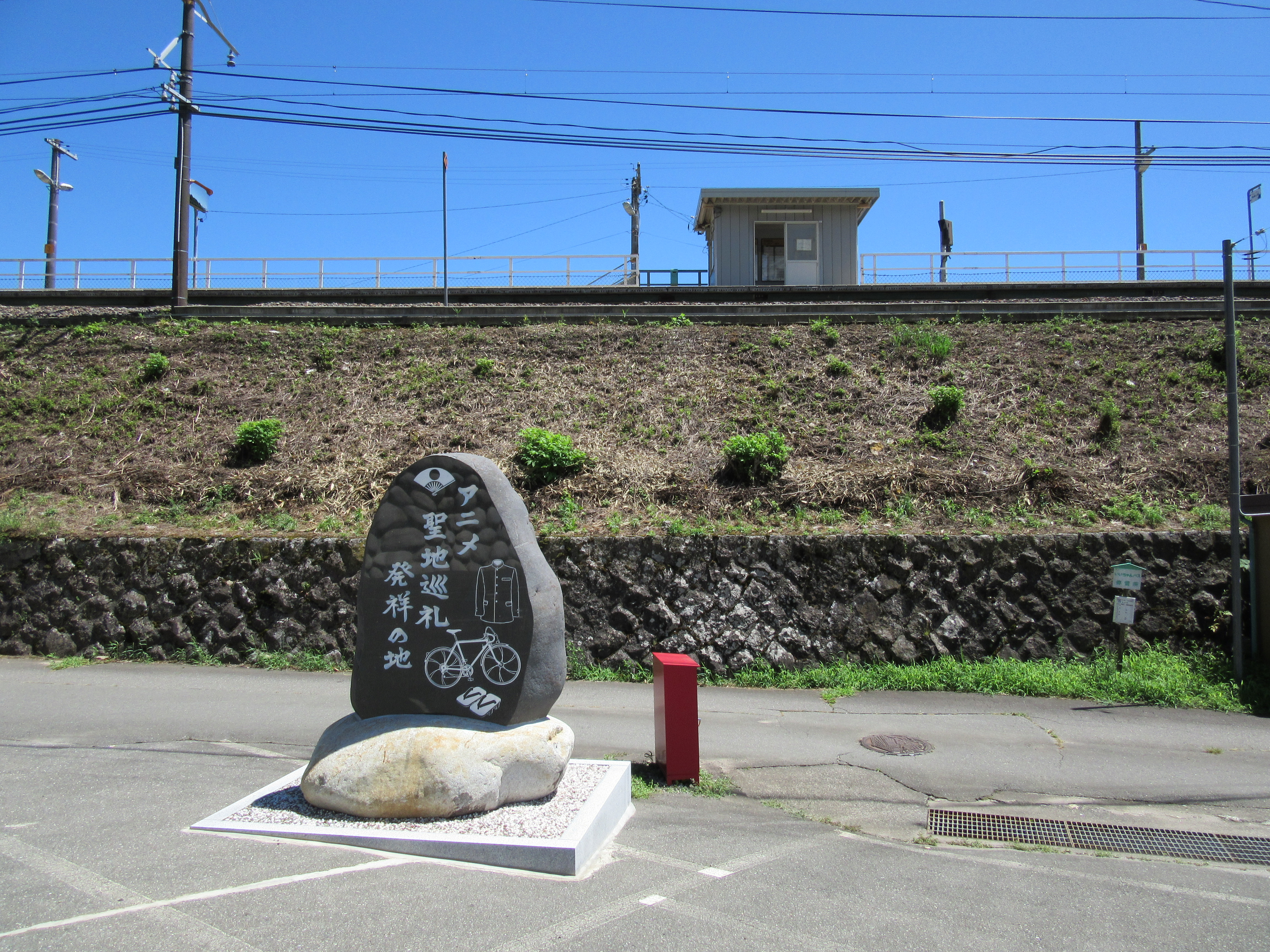
田切站「聖地巡禮發源地」紀念碑。

2012年3月7日，NHK綜合頻道電視新聞節目《今日焦點》播出了以聖地巡禮為主題的特別報導，標題為《動畫產業的戲劇性變革：聖地巡禮之謎》。此外，「聖地巡禮」亦被提名為2016年新語、流行語大賞流行詞之一。2016年8月上映的動畫電影《你的名字。》票房大獲成功，評論不僅在御宅族次文化中廣受讚譽，更吸引眾多民眾參訪作品中虛構城鎮糸守町的取景地岐阜縣飛驒市，以及東京新宿須賀神社的紅色階梯。2018年，由志願者豎立的「聖地巡禮發源地」紀念碑於7月28日在與OVA《究極超人あ〜る》有關的附近揭幕。
2016年，、JTB、日本航空及其他與動畫、漫畫及旅遊相關之企業成立了動漫旅遊協會。自成立以來，協會每年6月至9月面向全球旅客發起「想參訪的日本動漫聖地」網路投票，後選出「想參訪的日本動漫聖地88」並每年出版成書籍。其中，「88」指四國八十八箇所，是對日本四國島境內88處與弘法大師有淵源的靈場之合稱，巡拜四國八十八箇所則稱為「四國巡禮」。到2020年版「想參訪的日本動漫聖地88」時，投票人數已達8萬人次，其中海外投票中佔63%，前三為中國大陸、香港和臺灣。2019年，日本首屆動漫旅遊高峰會由動漫旅遊協會在北九州市舉辦。

#### 中國大陸

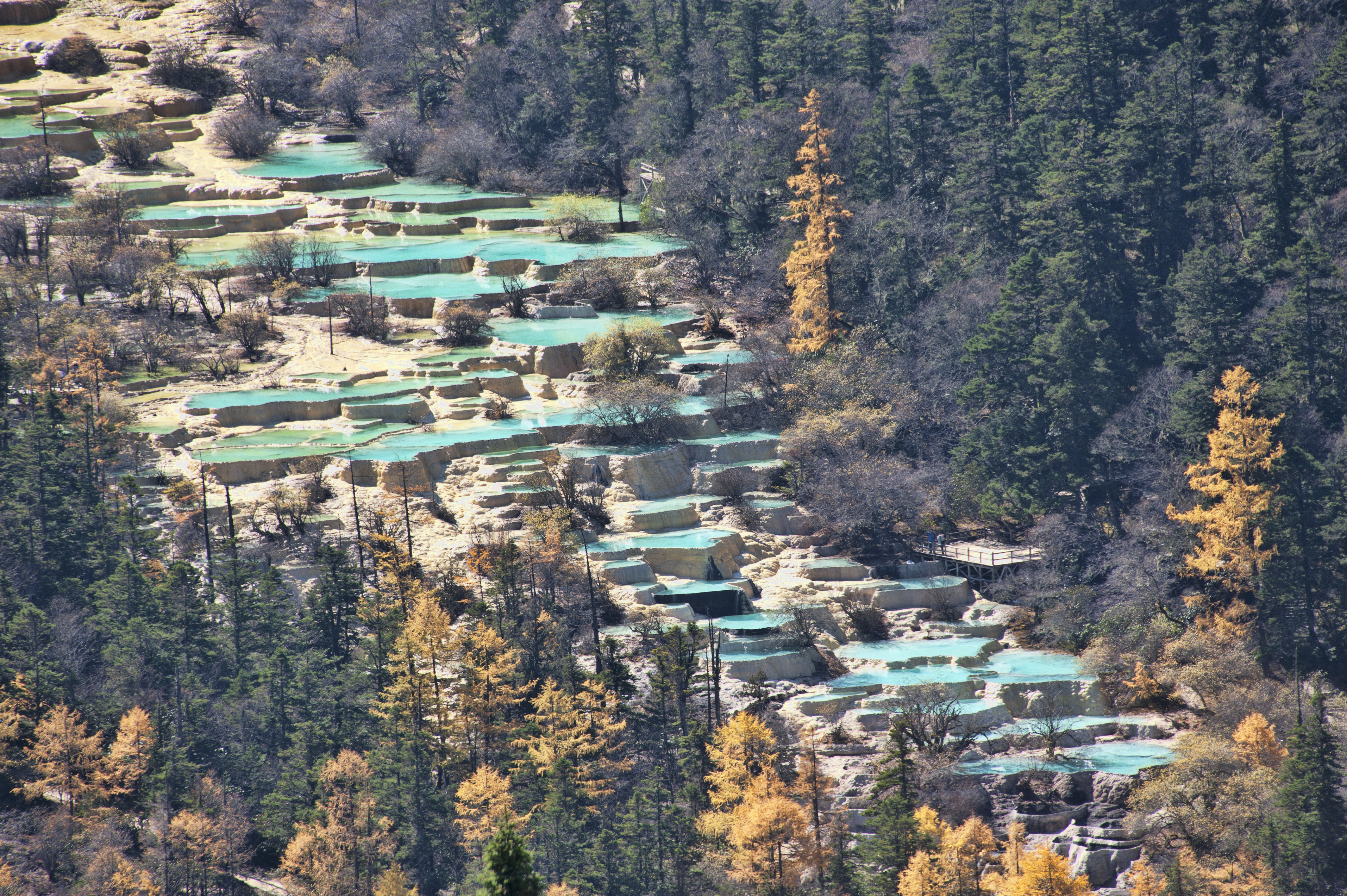
作為《原神》璃月地區的原型，黄龙风景名胜区也是愛好者聖地巡禮的目的地。

日本動漫文化傳入中國大陸後，中國大陸也出現以「聖地巡禮」稱呼的旅遊文化。據马蜂窝旅游网2018年上半年的報告，超過六成90後有聖地巡禮的經歷，其中47%已進行過多次聖地巡禮。在中國大陸引發聖地巡禮熱潮的主要作品中，排名前十均為日本作品。中國產遊戲《原神》也吸引海內外愛好者，前往张家界、黄龙、桂林阳朔等聖地進行「巡禮」。此外還有《陰陽師》、《黑神話：悟空》等中國大陸遊戲引發粉絲的聖地巡禮，其中《黑神話：悟空》因實地取景，1:1復原山西的古建築，吸引愛好者前往遊戲取景地「打卡」。據旅遊平臺飛豬的資料顯示，《黑神話：悟空》遊戲發售後，2024年暑假山西旅遊訂票量相比去年增長七成。中國大陸熱播電視劇也引發聖地巡禮，包括《我的阿勒泰》、《繁花》等。

## 影響

### 正面影響

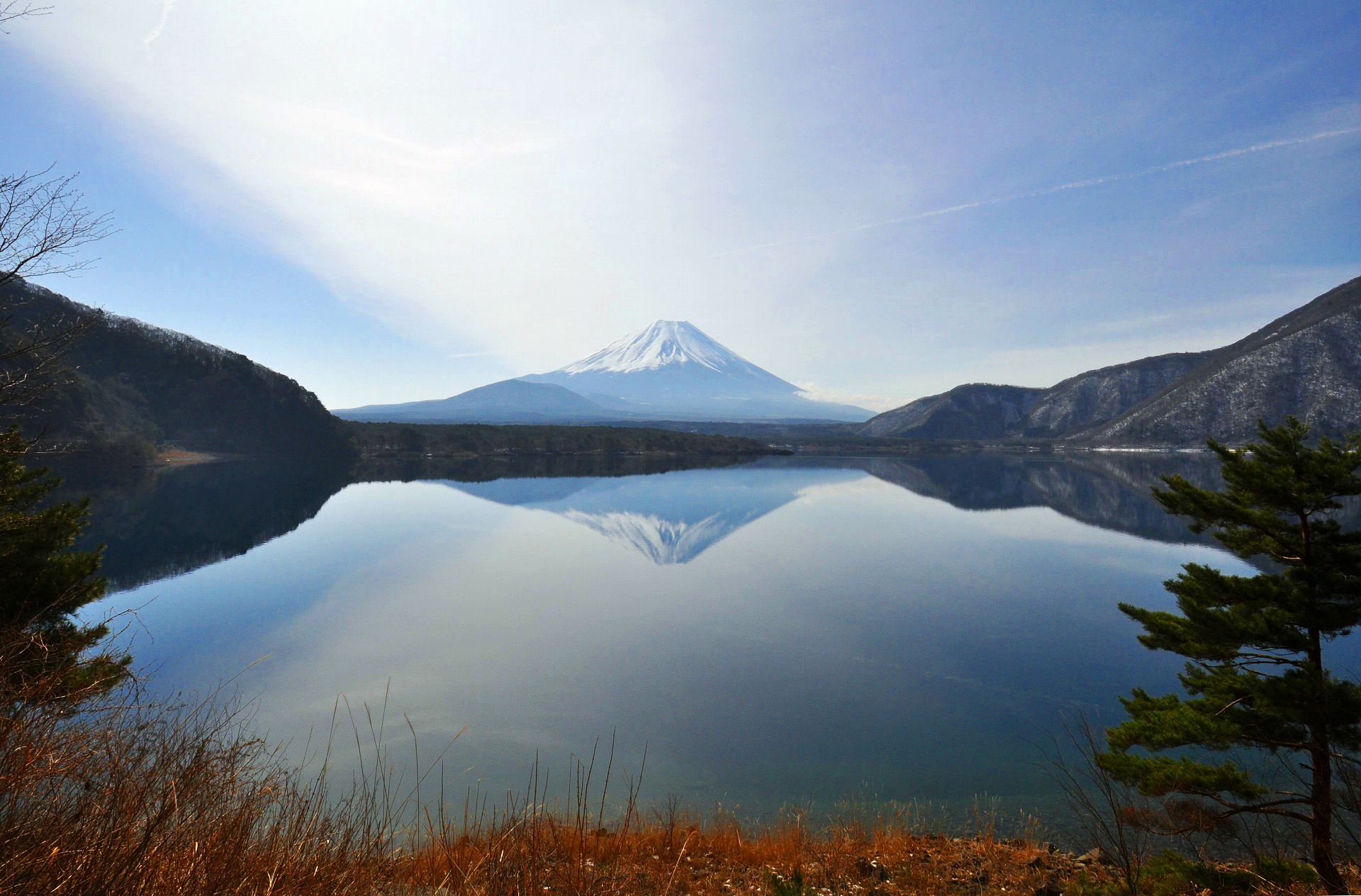
《搖曳露營△》中出現的本栖湖也成為聖地巡禮的熱門景點。

聖地巡禮景點常被看作是有價值的旅遊資源，吸引眾多民眾前往體驗流行文化作品中角色的思想與情感。在日本，自戰後以來，地方政府、旅遊協會、商會及影視推廣組織等單位，為推動社區建設與振興經濟，積極參與電影製作。這些單位常將某部流行文化作品在本地拍攝、取景、作為背景原型等事實作為行銷與推廣重點。當地餐廳、車站、神社及商店也會展示以該作品為主題的海報，或提供拍攝地點及其他相關景點的地圖，並常設有留言簿供參訪者留下紀念、評論或粉絲插畫。根據十六綜合研究所2016年的報告，前往岐阜縣聖地巡禮的遊客（包括、《你的名字。》、《黑貓魯道夫》）合計達130萬人，並為岐阜經濟貢獻約253億日圓。而《搖曳露營△》中所呈現的部分山梨縣露營地與地標亦報導參訪人數有所增加。《鬼太郎》漫畫家水木茂的故鄉鳥取縣境港市打出了「鬼太郎的故鄉」名號，還建設了「水木茂之路」，沿街排列著展示水木茂妖怪插畫的雕像。藤子不二雄Ⓐ的故鄉富山縣冰見市亦以為主題進行宣傳，仿效境港市的成功模式，規劃了以雕像排列成行的道路，還推出了《忍者小靈精》主題列車。近年來，除了推動觀光，也出現了旨在將作品背景地宣傳為宜居城市的案例，如埼玉縣春日部市為《蠟筆小新》中的虛構角色野原一家頒發了「特別住民票」，以表示政府對當地兒童扶養與教育的支持。

橫濱高达工廠的全尺寸活動高达。

2005 年的成功，使得御宅族文化（或稱「萌產業」）開始滲透至大眾之中，並使針對御宅族所製作之動畫產生的經濟效益逐漸出現在媒體報導中。雖然這些系列作品所感動的人數總量較一般大眾向戲劇與電影為少，但其周邊商品的銷售換手率極高，且在某些情況下，甚至促振了當地商圈。相比戲劇或電影使用演員肖像時需取得授權，聖地巡禮的行銷藉助文化作品的東風，廣告製作成本更低。「《幸運☆星》與鷲宮神社」作為藉助御宅族次文化振興地方經濟的成功範例，受到學術及經濟界的廣泛關注 。鷲宮神社的初詣人數由2006年的9萬人增至2008年的47萬人。此外，《幸運☆星》粉絲亦積極參與鷲宮神社每年的祭典，有時還抬着手繪《幸運☆星》角色插畫裝飾的神轎巡遊。2009年，日本東京御台場裝設了中出場的全尺寸RX-78-02機動戰士模型，在向公眾開放的52天內，參訪人數已超過400萬人。同年10月，為紀念漫畫家橫山光輝，其故鄉神户市新長田車站外展出了《鐵人28號》中登場的巨型機器人雕像。2017年御台場的雕像換成了RX-0獨角獸鋼彈；其還出現在2020年夏季奧林匹克運動會鐵人三項比賽的路線上。另一座建造於橫濱鋼彈工廠的全尺寸鋼彈還具備活動關節，以及需付費入場的觀景台；設施於2020年12月開放參觀，於2024年3月31日關閉。
除了經濟效益之外，聖地巡禮亦具有促進人際連結之效果，例如使內容粉絲對該地產生歸屬感，並藉由聯名合作加深當地企業間的交流。北海道大學副教授山村高淑提出了聖地巡禮的「三角模型」，主張粉絲、製作方與地方當局之間存在幾乎互惠互利的關係。

### 負面影響
許多聖地巡禮的地點，為一般設施或建築物，並無明顯的視覺特色；在某些情況下，鄰近甚至包含民宅、學校及其他公共設施，這可能使不知情的當地居民產生不安，從而干擾並影響其日常生活。此外，在一些案例中，若流行文化作品未能獲得足夠人氣，打着聖地巡禮旗號的旅遊項目最終可能失去市場關注。大多數電視動畫的播映期約為三個月至一年，而聖地巡禮通常在播出期間及之後最為盛行，NHK大河劇粉絲的旅遊行為也符合這一趨勢。若某流行文化作品的受歡迎程度僅曇花一現，則當地方社區終於準備好應對突如其來的遊客潮時，熱潮可能早已過去，反而給社區帶來負擔。為因應此情形，《搖曳露營△》動畫製作方與山梨縣於決定改編漫畫後即建立合作關係，而山梨縣觀光組織也在該系列開播後迅速設立專屬網站，以展示《搖曳露營△》中的觀光景點。

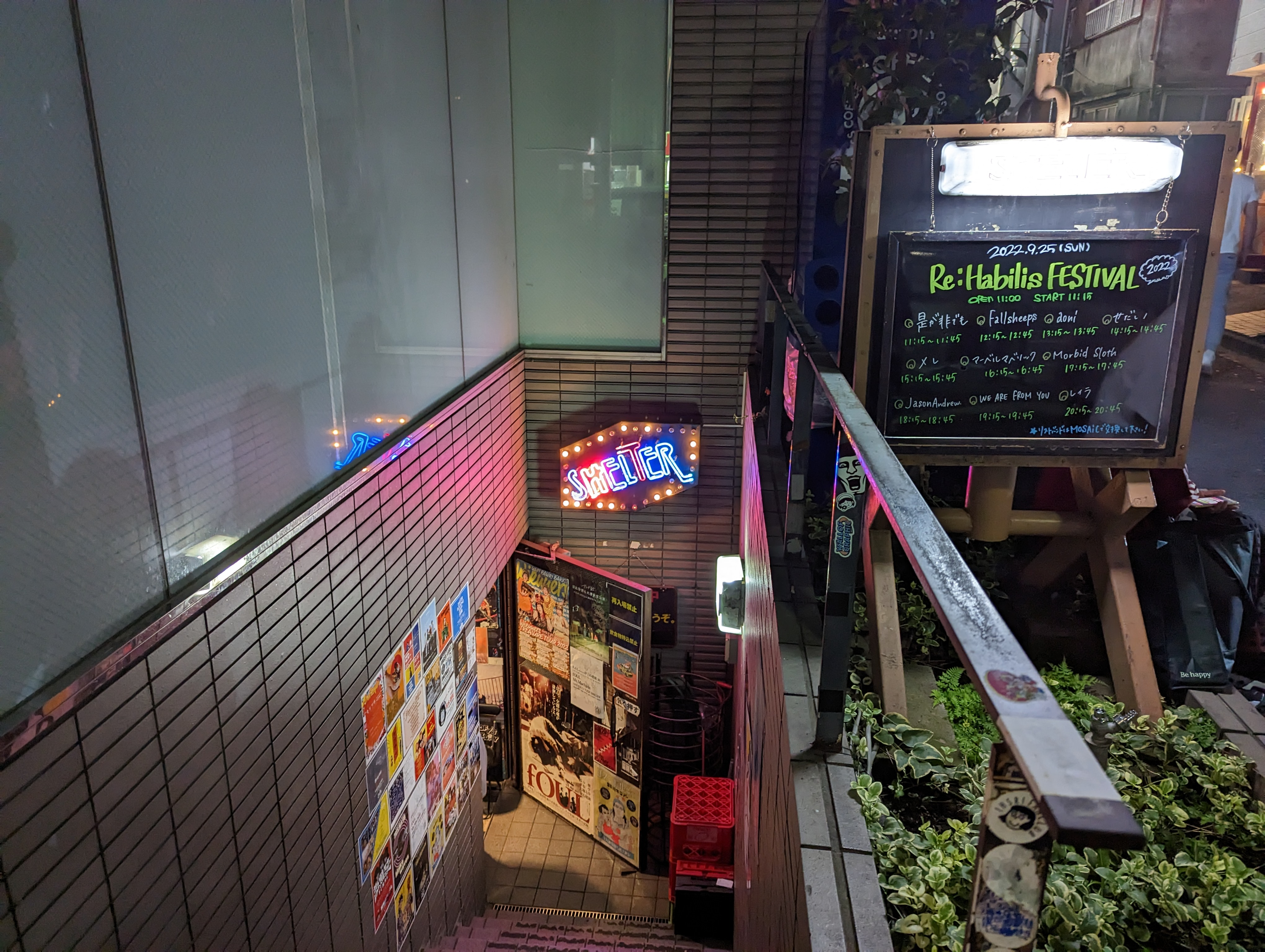
日本的下北澤SHELTER，即動畫《孤獨搖滾！》中live house的原型。

巡禮者有時會採取奇異的行為，令不熟悉該作品及其特殊背景的當地居民感到疑慮。部分較為極端的粉絲甚至可能做出擾亂性的行為，或採取明顯非法的行徑，例如擅闖隱蔽或私密區域以進入聖地巡禮的地點。例如，有粉絲闖入兵庫縣西宮市一所被認為是《涼宮春日的憂鬱》系列中原型學校的校園，並在校園內噴繪塗鴉。類似問題也出現在靜岡縣沼津市以《Love Live! Sunshine!!》為原型的學校校園中，此外還有破壞井蓋的事件。在鳥取縣岩美町的荒砂神社發現了相關的塗鴉，該神社在動畫中以原名出現。因此，有些作品的製作方呼籲粉絲自律，甚至暫停進行聖地巡禮活動。監督片渕須直於2017年發出強烈警告，呼籲預期進行聖地巡禮的愛好者避免前往該電影所描繪的寧靜住宅區。儘管商家可藉助聖地巡禮者獲得經濟效益，但有時這些粉絲帶來的麻煩更大，尤其是那些擅自闖入、徘徊，或刻意以非傳統方式（例如不進行購物、使用服務）進行聖地巡禮的人。在《孤獨搖滾！》中登場的live house，其原型為下北澤SHELTER。動畫官方網站及下北澤SHELTER官方推特發文呼籲粉絲勿扎堆前往、阻礙道路、製造噪音，避免造成居民困擾。《女神異聞錄5》製作方Atlus亦在其官方網站上針對粉絲行為引發的不便發出警示，特別是針對造訪三軒茶屋某家洗衣店卻目的並非使用其服務的情況。某個城市或社區可能會出現在某些媒體作品中，而當地居民卻不希望與之掛鉤，例如懸疑推理視覺小說及動畫系列被部分白川村居民認為過於暴力或猥褻，前來聖地巡禮的粉絲也給居民帶來困擾。白川村因應此情形製作了一本官方漫畫，作為《暮蟬悲鳴時》粉絲及一般遊客的禮儀指南。在著名的成人影片拍攝地點（如Hanazono Room和下北澤COAT CORPORATION本社）附近，也會出現對聖地巡禮抱持反感態度的反饋。

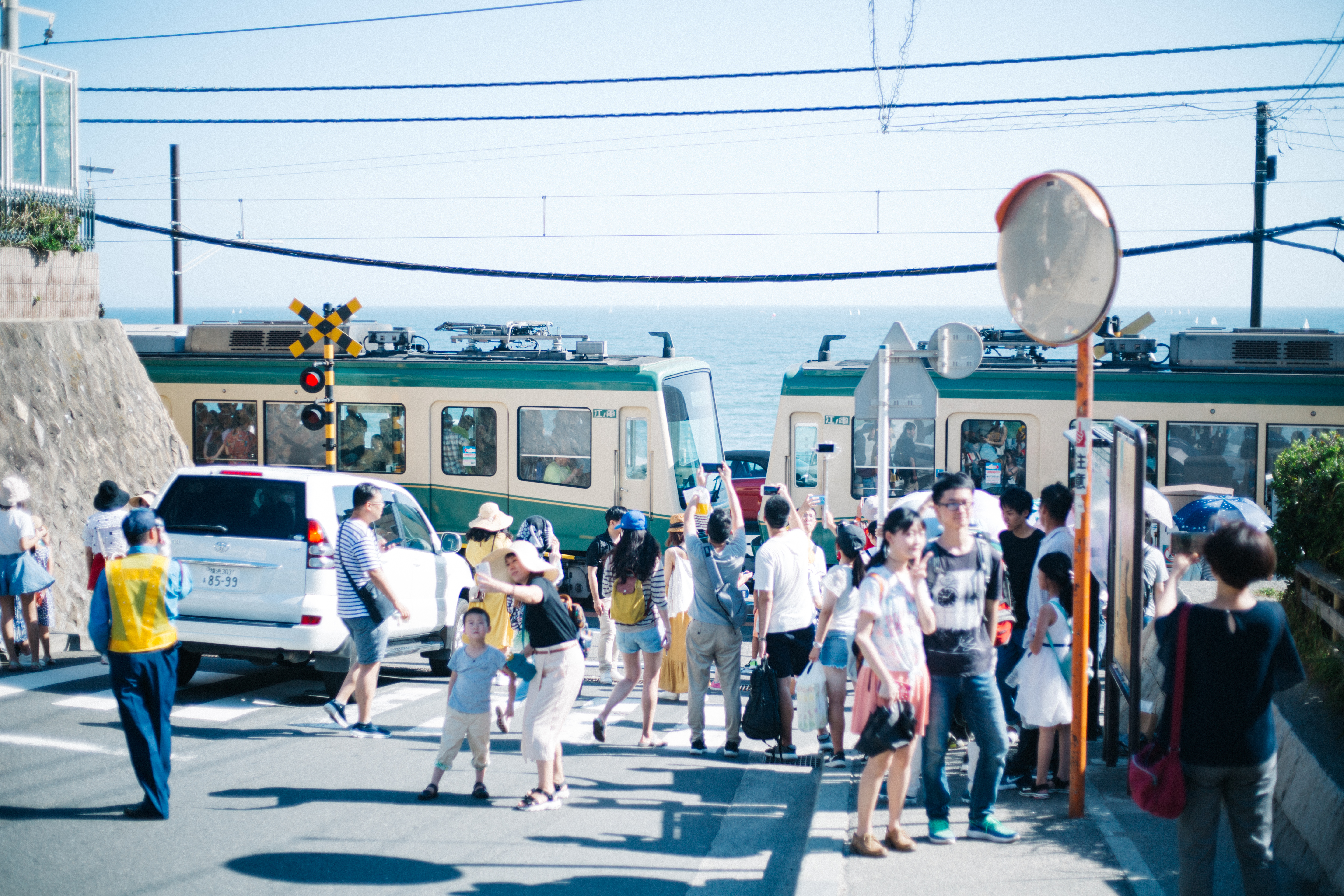
《灌籃高手》粉絲在江之島電鐵上一處特定鐵道平交道口阻礙交通。

在本身已極受歡迎的觀光景點以及少數極為熱門的聖地的巡禮，可能會導致「觀光公害」的現象。疫情期間的旅遊限制解除後，時值上映，前往镰仓市江之島電鐵上一處特定鐵道平交道口拍照的《灌籃高手》粉絲數量，已遠超該地區所能實際承受的容量。遊客常常闖入道路，完全阻斷車輛通行。鎌倉市政府聘請的保安在高峰時段負責監控該平交道口，而鎌倉警察署在2023年接獲關於該處的報警次數超過100件。日本媒體對此情況進行了廣泛報導，並將其與其他疫情後過度旅遊熱點（例如京都）相提並論。聖地巡禮景點附近的當地商家和店鋪，有時會因熱銷而生產並販售未經授權的商品，而不顧限制。《只有我不存在的城市》中描繪的北海道苫小牧市曾大量販售未經授權的產品，直到權利人介入後才被迫停止販售。類似情況亦發生於茨城縣大洗町，該地為萬代南夢宮影像製作製作的《少女與戰車》拍攝地。《少女與戰車》製作人杉山潔起初採取視而不見的態度，但隨後不得不與當地社群簽訂正式合約以加強彼此合作。起初在聽聞政府自始至終以自上而下方式與地方社群合作卻最終失敗的案例後，杉山潔對利用動畫促進地方振興的效力不抱太大信心；儘管如此，《少女與戰車》粉絲與大洗町之間的關係，現今仍被視為聖地巡禮的成功典範。萬代南夢宮影像製作與地方合作的案例，則被認為是失敗的例子。在動畫《輪迴的拉格朗日》中頻繁出現「鴨川」這一名稱、該地的地標及其文化特產，但遭到粉絲的批評，粉絲將這種聯名視為公然的性；實際上，該市並非為了振興鴨川而贊助該動畫的製作，而「《輪迴的拉格朗日》鴨川推廣委員會」則聲稱，他們是在動畫製作完成後才得知其製作過程的。

## 外部連結
- 舞台探訪アーカイブ （页面存档备份，存于）
- 地图 - 动画巡礼 - 神奇海螺试验场 （页面存档备份，存于）